# Prosper Colmant
Prosper-Louis Colmant (1867-1943) est un peintre belge.

## Biographie
Prosper-Louis Colmant est notamment l'auteur d'une série de onze allégories sur le thème de la commune et de son administration, décorant la salle du conseil de la maison communale de Laeken. Prosper Colmant, de concert avec Henry Meuwis, est professeur de dessin, section supérieure, à l'École de dessin et des arts décoratifs de Molenbeek-Saint-Jean.

## Collections publiques
- Arlon, musée Gaspar, collections de l'Institut archéologique du Luxembourg : huile sur toile[3].